# Jogging

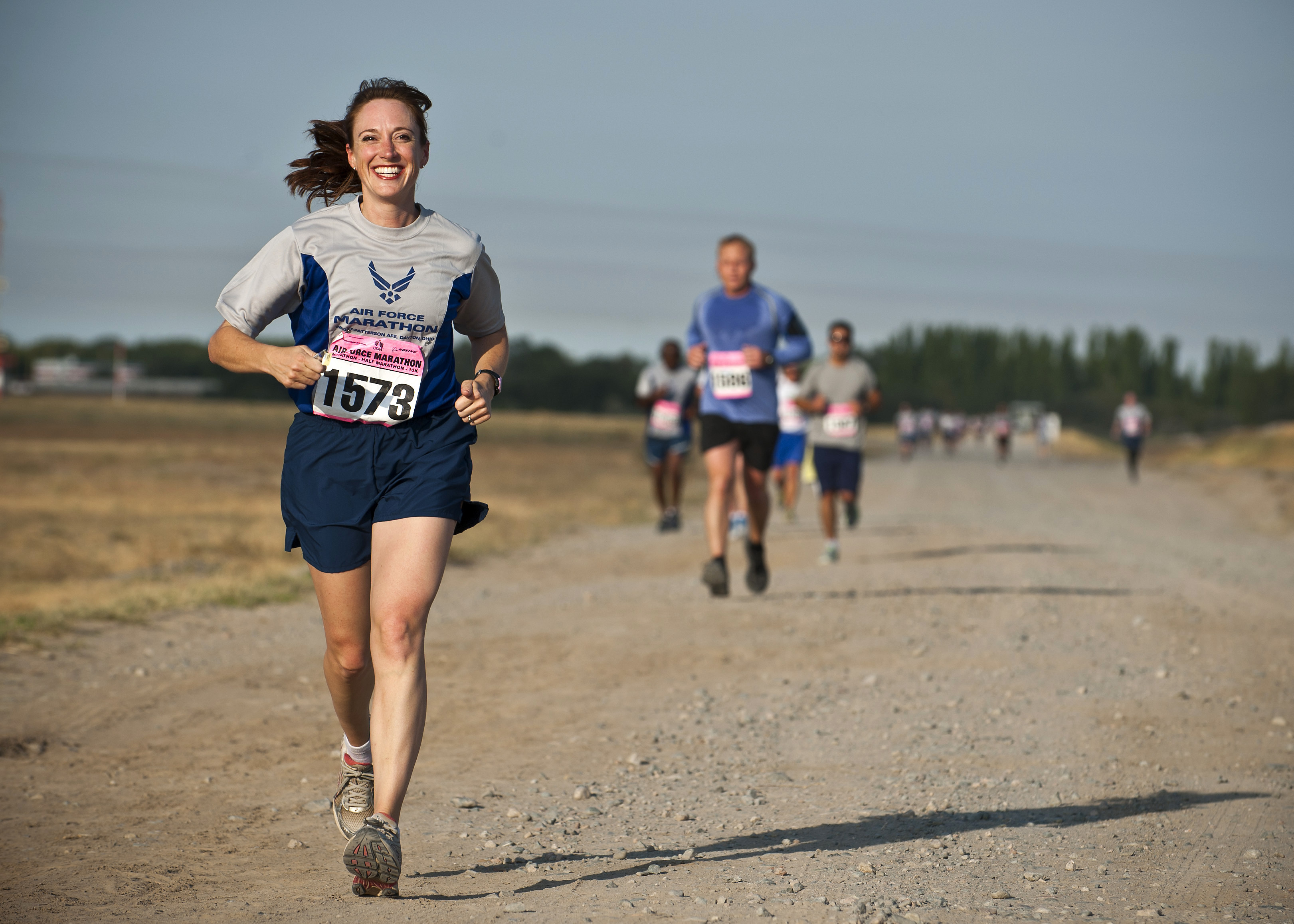
Een groep joggers

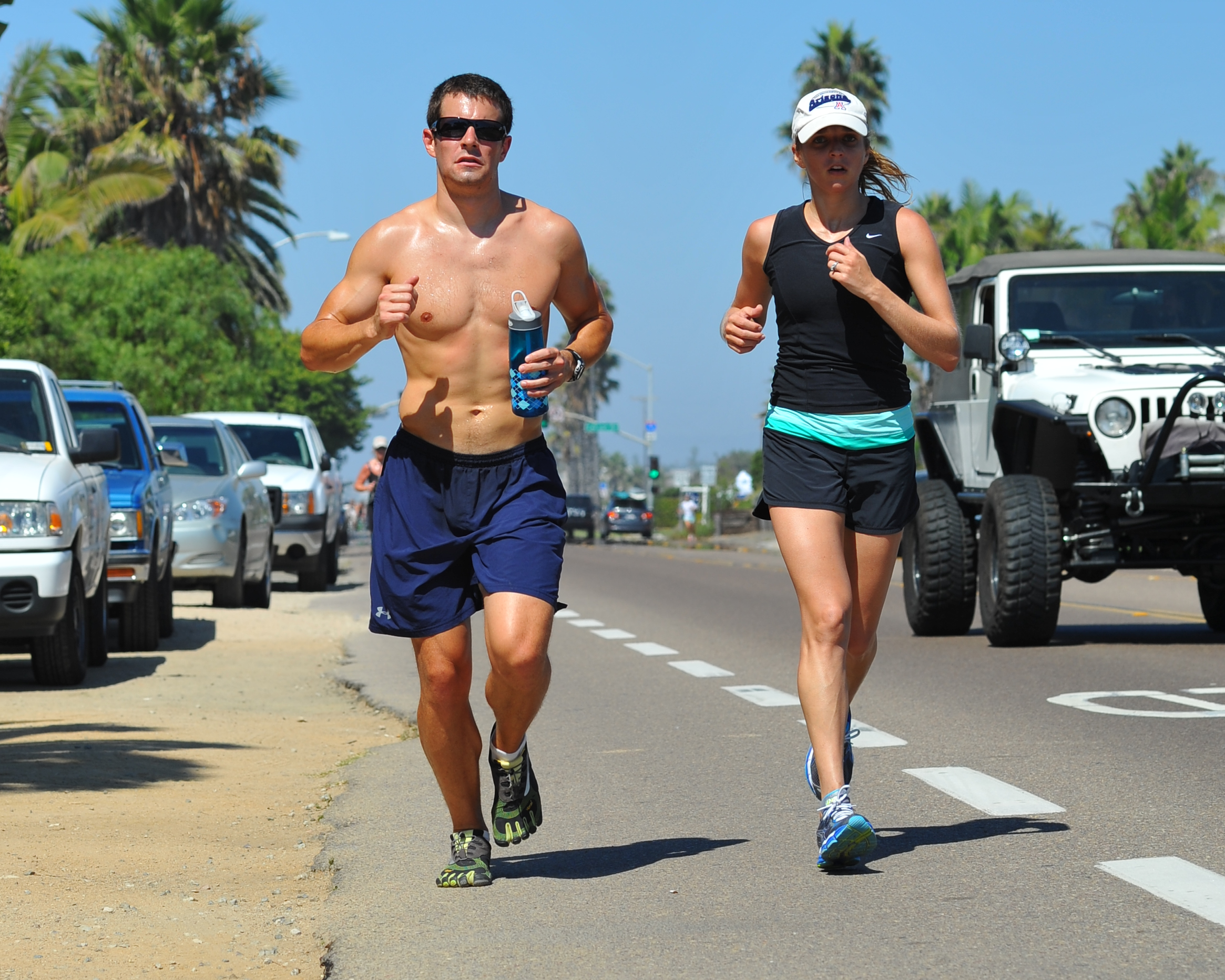
Twee joggers

Jogging is een duursport waarbij men voor langere tijd loopt. Het is een tragere vorm van hardlopen, maar is wel sneller dan lopen of stappen. De bedoeling is om het voor langere tijd met een constante snelheid vol te houden en zo de lichamelijke conditie te verbeteren.
Sinds de jaren zeventig van de vorige eeuw werd joggen populair, mede door het succes van de boeken van de Amerikaanse auteur Jim Fixx.
Hoewel de begrippen weleens afwisselend worden gebruikt, is jogging niet naadloos uitwisselbaar met de term hardlopen. Vaak wordt jogging gedefinieerd met een snelheid van rond de 10 km/u, terwijl de snelheid bij hardlopen hoger ligt. Ook de manier van rennen is anders. Bij hardlopen wordt de grond bij elke stap losgelaten terwijl bij jogging gewoonlijk altijd één voet op de grond staat.
Jogging wordt ook door hardlopers gebruikt voor de warming-up of cooling-down of tijdens intervaltraining.
Waar het woord Jogging vandaan komt is niet bekend maar William Shakespeare gebruikte het reeds in 1593 in het toneelstuk De feeks wordt getemd.
Jogging waarbij gelijktijdig zwerfafval wordt opgeruimd wordt plogging genoemd. 